# پروتئین انتقال غشاء
پروتئین انتقال غشاء (یا صرفاً انتقال‌دهنده) پروتئینی است که در جابه‌جایی یون‌ها، مولکول‌های کوچک، یا درشت‌مولکول‌ها از میان غشاء زیستی مشارکت دارد. پروتئین‌های ترابر پروتئین‌های غشاءی درونی هستند؛ بدین معنی که درون غشاءی که مواد را از میان آن جابه‌جا می‌کنند، قرار داشته و تمامی عرض غشاء را می‌پوشانند. این پروتئین‌ها می‌توانند به روش پخش تسهیل یافته یا انتقال‌فعال در جابه‌جایی مواد کمک کنند.

## پخش(انتشار) تسهیل یافته

پخش تسهیل یافته

در روش پخش تسهیل یافته پروتئین‌های ترابر در عدم حضور ورودی انرژی جابه‌جایی مواد شیمیایی از میان غشاء را سرعت می‌دهند؛ در نتیجه، مواد شیمیایی منتقل شده می‌توانند در جهت شیب غلظت حرکت کنند.

## انتقال‌فعال

انتقالفعال نوع اول

پروتئین‌های ترابر هم‌چنین در روش انتقال‌فعال، که بنابر تعریف نیاز به ورودی انرژی دارد، استفاده می‌شوند.

## طبقه‌بندی و مثال‌ها
طبقه‌بندی ترابرهای تراغشاءی با توجه به TCDB و مثال‌هایی از ترابرهای با ساختار سه‌بعدی شناخته شده:
۱. کانال‌ها/حفره‌ها
- ۲. ترابرهای ناشی از پتانسیل الکتروشیمیایی

## مثال‌های بیشتر
- انتقال گلوکوز
- وی-ای‌تی‌پی‌ایز
- ترابرهای یونی
  - ای‌تی‌پی‌ایز Na+/K+
  - پمپ پروتونی
  - ای‌تی‌پی‌ایز هیدروژن پتاسیم